# 嘉村礒多

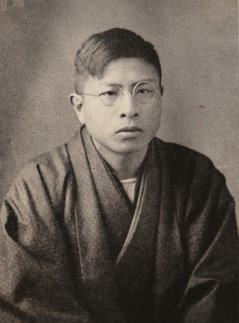
嘉村礒多

嘉村 礒多（かむら いそた、1897年（明治30年）12月15日 - 1933年（昭和8年）11月30日）は、日本の私小説家。山口県吉敷郡仁保村（現在は山口市仁保）出身。わずか6年間に約30の短編小説を書いたのみだが私小説作家として当時高い評価を得た。
人生問題に悩み、近角常観に傾倒。妻の婚前の男関係に悩んだ末、妻子を捨てて、愛人と駆落ちして上京。『不同調』記者となり、同誌に発表した『業苦』『崖の下』で注目された。葛西善蔵に強く影響され、『途上』で文壇に地位を確立するも、翌年病没。厳しい倫理観を基調に、自己を告白した独自の作風で、いわゆる破滅型私小説の代表的存在と目された。　

## 生涯
1897年（明治30年）12月15日、父・若松、母・スキとの間に生まれる。実家は農業を営む、裕福な地主であった。三代にわたって跡取りに恵まれなかった嘉村家にやっと生まれた男児であったため大切に育てられ、成績もよかったが、背が低く色黒だったことから「黒磯」とあだ名され、それをひどく苦にした。
旧制山口中学に入学後、徐々に人との交流を望まない性格になり、1914年（大正3年）、無断欠席が重なり4年生で退学。その後は実家に戻り、家業の農業を手伝うようになる。強い心の支えを求めていた嘉村は、帰農後にキリスト教に接近するが、信者となるには至らなかった。しかし彼の心は常に頼れるものを追い求め、その後、浄土真宗本願寺派僧侶の桃林皆遵の影響で、熱心な浄土真宗信者となり、桃林を通じて、真宗大谷派僧侶の近角常観を知る。
1915年（大正4年）、綱島梁川に傾倒、私淑するようになる。同年、結婚をめぐって両親と対立。
1918年（大正7年）、藤本静子と結婚。静子に前夫が居た等、品行が悪いとの噂を聞き、結婚を渋るが、家の体面を守るため式を挙げる。結婚後も夫婦は不仲であった。
1924年（大正13年）、私立中村女學校に書記として勤務。同校の裁縫教師小川ちとせと恋に落ち、1925年（大正14年）、妻子を捨て、小川ちとせと駆け落ちすることになる。この間、水守亀之助、安倍能成に師事している。安倍に芥川龍之介の弟子になりたいので紹介してくれと頼むも叶わず。
1926年（大正15年）、中村武羅夫の主宰する雑誌「不同調」の記者となり、葛西善蔵等の知己を得、葛西の口述筆記にたずさわる。同誌に「業苦」「崖の下」を発表。これらに対する宇野浩二の言及から文壇の注目を浴びた。
1929年（昭和4年）「近代生活」創刊に際して同人となる。翌年、新興芸術派倶楽部に参加。1932年（昭和7年）「途上」（『中央公論』2月）で文壇的地位を確立した。
1933年（昭和8年）11月30日、結核性腹膜炎のため東京市牛込区矢来町（現・東京都新宿区矢来町）の仮寓（中村武羅夫邸）で死去。戒名は天稟院文賢独秀居士。翌年、横光利一、宇野浩二、小林秀雄らによって３巻の全集(限定1000部)が刊行された。

## 評価の変遷
嘉村が生きていた当時は、駆け落ちしたことや愛想の悪さから、地元の評判は良くなかった。しかし礒多は望郷の念を生涯忘れなかったという。「私は都会で死にたくない。異郷の土にこの骨を埋めてはならない」 礒多は随想「『上ケ山』の里」で、そのように記述している。
実家はまだ当時のままに保存されており、地域住民の働きかけによる保存運動が活発になっている。2010年（平成22年）11月には生家が「嘉村礒多生家」として整備され、観光拠点となっている。なお「礒多が餅」なる嘉村にちなんだお菓子も販売されている。
なお、駆け落ち相手の小川ちとせは嘉村の死後、18歳年下の男性と再婚しているが、周囲には旦那より1歳年下と年齢を誤魔化しており、しかも周囲の人間はそれに気付かなかったという逸話も残っている。ちとせは再婚後も礒多の作品を世に出すことに努めた。ちとせは戦時中に下松市の実家松永家に礒多の未発表作品を預けたが、その未発表作品は結局、戦災で焼失した。
山本夏彦はコラムで複数回嘉村について触れている。また高島俊男は自らの室号「羸鶴」を、嘉村の『足相撲』（師の葛西を扱ったもの）という作品から取っている。高島はコラムで「嘉村礒多なんて今の人はご存知あるまいが、昭和初期の私小説作家で、貧乏と病気の隊長みたいな人である」と述べている。古田博司は嘉村には全集もあるが、身の回りのこと一辺倒の作品で、葛西同様に日本文学史の闇に消えたと評している。大内力は嘉村の『途上』を、梶井基次郎 『檸檬』や牧野信一 『鬼涙村』とともに、昭和文学史上に残る作品であろうと評している。

## 作品
その作品の多くは、人間の持つ醜悪な部分を告白するスタイルで書かれ、「私小説の極北」と評されている。

### 小説
- 「呪はれた子」（1923年4月）
- 「業苦」（1928年1月）
- 「崖の下」（1928年7月）
- 「父となる日」（1929年1月）
- 「生別離」（1929年8月）
- 「孤独」（1929年8月）
- 「足相撲」（1929年10月）
- 「曇り日」（1930年1月）
- 「牡丹雪」（1930年4月）
- 「不幸な夫婦」（1930年4月）
- 「父の手紙」（1930年4月）
- 「恋文」（1930年4月）
- 「七年目に」（1930年6月）
- 「写真」（1930年10月）
- 「秋立つまで」（1930年11月）
- 「節ちやん達」（1931年4月）

- 「小さな憎み」（1931年8月）
- 「夜語り」（1931年8月）
- 「丸橋とのこと」（1931年9月）
- 「滑川畔にて」（1931年10月）
- 「夏近し」（1931年11月）
- 「七月二十二日の夜」（1932年1月）
- 「魍魎」（1932年1月）
- 「途上」（1932年2月）
- 「来迎の姿」（1932年4月）
- 「呪はれた初一念の恋」（1932年6月）
- 「母」（1932年9月）
- 「神前結婚」（1933年1月）
- 「移転」（1933年2月）
- 「父の家」（1933年3月）
- 「妻が語つた話」（1933年7月）
- 「冬の午後」（1933年9月）

### 随筆
- 「先生の墓に詣でて」（1921年10月）
- 「野村隈畔さん有島武郎さん」（1924年2月）
- 「すゑとほりたる大慈悲心」（1924年4月）
- 「御勧化聞書」（1924年5月）
- 「道徳にあらず業報なり」（1924年8月）
- 「人師戒師停止すべき事」（1925年1月）
- 「フジ」（1930年1月）
- 「一日」（1930年1月）
- 「七月の日記」（1930年7月）
- 「故郷に帰りゆくこころ」（1930年10月）
- 「日記抄」（1930年12月）
- 「伊藤君とフジとに」（1931年1月）
- 「日記抄など」（1931年3月）
- 「ひとりごと」（1931年3月）
- 「再び故郷に帰りゆくこころ」（1931年4月）
- 「春雨の頃」（1931年4月）
- 「久野さんの印象」（1931年4月）
- 「蛍火」（1931年6月）
- 「交友録」（1931年8月）
- 「土浦の町を歩く」（1931年8月）
- 「晩秋雑感」（1931年11月）
- 「クリスマスの晩」（1931年11月）
- 「山田一等兵」（1931年11月）
- 「柿」（1931年12月）

- 「「上ヶ山」の星（山口県）―我が郷土を語る―」（1931年）
- 「肘を張りつゝ―民政党本部を覗く―」（1931年2月）
- 「私の処女作」（1932年2月）
- 「小感」（1932年2月）
- 「玉川の春」（1932年3月）
- 「短い感想」（1932年4月）
- 「友の歌」（1932年6月）
- 「武者小路実篤」（1932年7月）
- 「茶の花」（1932年8月）
- 「初秋スケッチ」（1932年9月）
- 「町裏の秋」（1932年10月）
- 「蕪辞」（1932年11月）
- 「神楽坂の散歩―ある古本屋のこと―」（1932年12月）
- 「感謝」（1933年1月）
- 「挨拶に代へて」（1933年1月）
- 「覚え書」（1933年1月）
- 「早春雑筆」（1933年2月）
- 「雨天」（1933年3月）
- 「風の吹く日」（1933年3月）
- 「すずらんの花」（1933年7月）
- 「追憶」（1933年6月）
- 「裏町の夏」（1933年8月）
- 「経机」（1933年10月）
- 「八月二十八日の日記」（1933年10月）

### 出版
- 『崖の下』（新潮社「新興芸術派叢書」、1930年4月）、ゆまに書房（復刻）、2000年
- 『途上』（江川書房、1932年2月）
- 『嘉村礒多全集』（白水社、1934年）
- 『嘉村礒多全集』上・下（南雲堂桜楓社、1964年 - 1965年、桜楓社、1972年）
- 『嘉村礒多集』（山本健吉編、新潮文庫、1950年、復刊1994年）
- 『秋立つまで　他三篇』（解説宇野浩二、岩波文庫、1953年、復刊1985年）
- 『業苦　崖の下』（文芸選書：福武書店、1983年／講談社文芸文庫、1998年）
- 『嘉村礒多集』（岩田文昭編、岩波文庫、2024年）